# 3-Metil-2-pentanon
3-Metil-2-pentanon (metil sec-butil keton) je alifatični keton i izomer 2-heksanona. On se koristi kao rastvarač i intermedijer za sintezu. Njegov industrijski značaj je mali. On se proizvodi bazom katalizovanom aldolnom kondenzacijom 2-butanona sa acetaldehidom, čime se formira 4-hidroksi-3-metil-2-pentanon, koji se dehidratiše do 3-metil-3-penten-2-ona posredstvom kiselog katalizatora, čemu sledi hidrogenacija u prisustvu paladijumskog katalizatora.